# Дигидрофосфат кадмия
Дигидрофосфа́т ка́дмия — неорганическое соединение,
кислая соль кадмия и фосфорной кислоты с формулой Cd(H2PO4)2,
бесцветные кристаллы,
растворяется в воде,
образует кристаллогидрат. Токсичен.

## Получение
- Реакция стехиометрических количеств карбоната кадмия и фосфорной кислоты:

{\displaystyle {\mathsf {CdCO_{3}+2H_{3}PO_{4}\ {\xrightarrow {90^{o}C}}\ Cd(H_{2}PO_{4})_{2}+CO_{2}\uparrow +H_{2}O}}}

## Физические свойства
Дигидрофосфат кадмия образует бесцветные кристаллы.
Растворяется в воде.
Образует кристаллогидрат состава Cd(H2PO4)2·2H2O.

## Химические свойства
- Разлагается при нагревании, при этом продукты распада зависят от температуры:

{\displaystyle {\mathsf {Cd(H_{2}PO_{4})_{2}\ {\xrightarrow {140^{o}C}}\ Cd_{2}P_{2}O_{7}\ {\xrightarrow {320^{o}C}}\ Cd_{3}(PO_{4})_{2}\ {\xrightarrow {360^{o}C}}\ Cd_{3}(P_{3}O_{9})_{2}\ {\xrightarrow {470^{o}C}}\ Cd_{2}P_{4}O_{12}}}}